# Palmas (Francja)
Palmas – miejscowość i dawna gmina we Francji, w regionie Oksytania, w departamencie Aveyron. W dniu 1 stycznia 2016 roku z połączenia trzech ówczesnych gmin – Coussergues, Cruéjouls oraz Palmas – powstała nowa gmina Palmas d’Aveyron. Siedzibą gminy została miejscowość Palmas. W 2013 roku populacja Palmas wynosiła 349 mieszkańców. Przez miejscowość przepływa rzeka Aveyron.

## Zabytki
Zabytki posiadające status monument historique:
- Dolmen de Luc 1 w Palmas
- kościół św. Wincentego (fr. Église Saint-Vincent) w Palmas